# Jan Kretkowski (1400–1452)
Jan Kretkowski herbu Dołęga (ur. 1400, zm. 1452) – kasztelan kruszwicki, wojewoda brzeskokujawski.
Syn Jana z Kretkowa, kasztelana rypińskiego i dobrzyńskiego. Jako dwunastolatek został uwięziony przez Krzyżaków w Brodnicy. Poślubił Grzymkę. Z małżeństwa urodziło się dwóch synów: Andrzej, kasztelan kruszwicki, kasztelan brzeskokujawski i wojewoda inowrocławski i Wojciech, pleban Izbicy i kantor wrocławski.
Od 1434 podstoli dobrzyński, następnie starosta radomski 1435, starosta brzeskokujawski 1442 i chorąży dobrzyński.
Od 1448 roku piastował urząd kasztelana Kruszwickiego. Na urząd wojewody brzeskokujawskiego został powołany w 1450 roku.